# 秩父今宮神社

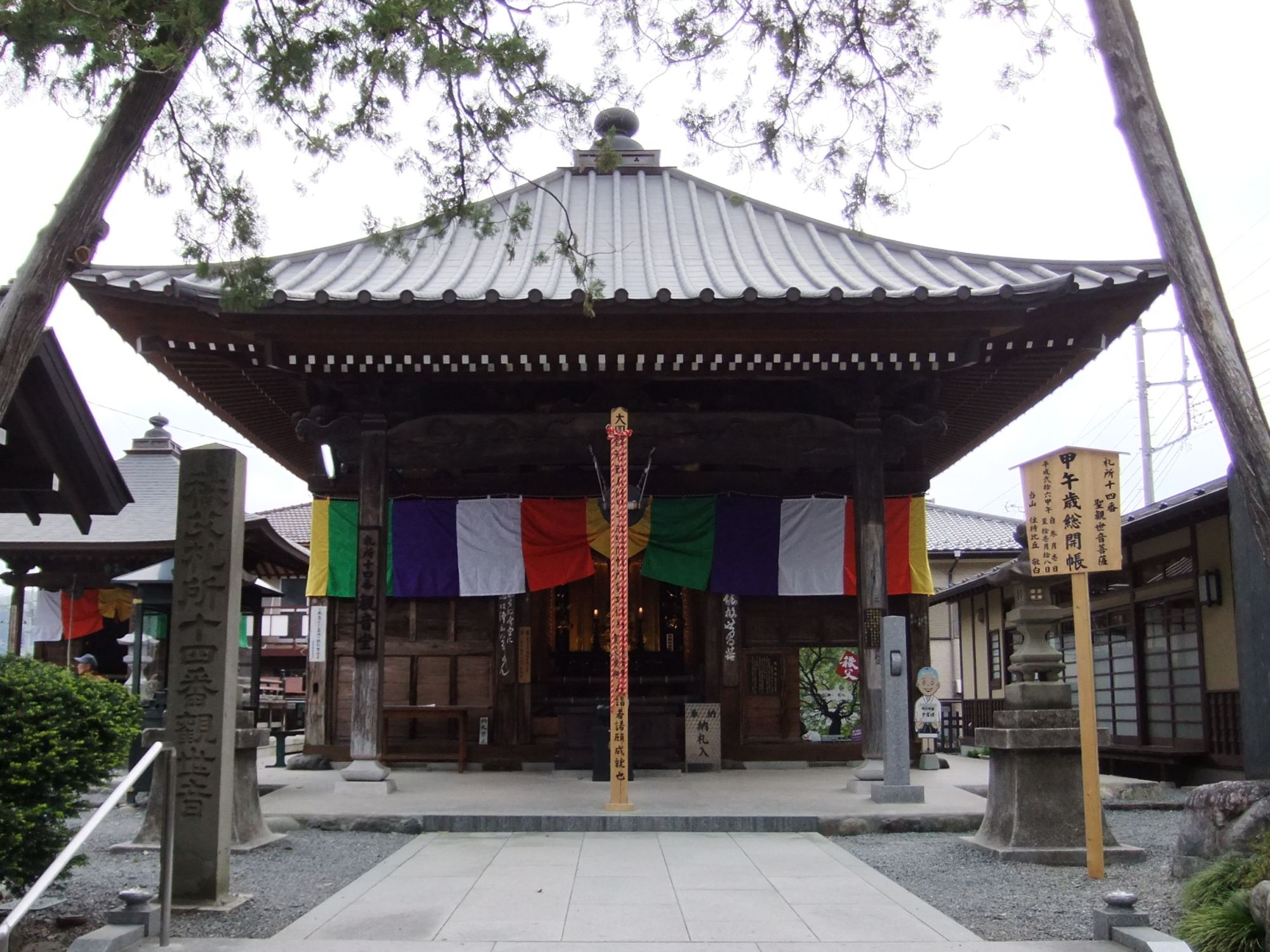
今宮坊（今宮観音堂）

秩父今宮神社（ちちぶいまみやじんじゃ）は、埼玉県秩父市の中心部にある神社である。今宮神社、八大龍王宮（はちだいりゅうおうぐう）とも称される。旧社格は村社。

## 概要
古来より霊泉の地として伊邪那岐大神・伊邪那美大神が祀られていたところで、そこへ大宝年間（701年 - 704年）に、役小角が神仏混淆の考えに基づいて八大龍王を祀る『八大宮』を建立したとされる。さらに天長2年（825年）に当所を訪れた弘法大師が大日如来を宮中八神と結びつけたことにより仏教寺院としての性格を強め、『大宮山満光寺』『長岳山正覚院金剛寺』と呼ばれていた時代もある。天文4年（1535年）、流行する疫病への対策として京都の今宮神社から須佐之男命（牛頭天王）を勧請して今宮神社を創建、永禄13年には全体を『長岳山今宮坊』と称するようになった。明治に入って神仏判然令に従って仏教寺院として今宮観音堂を切り離し、今宮神社となった。